# Jon Postel
Pour les articles homonymes, voir Postel.
Jonathan Bruce Postel, dit Jon Postel (né le 6 août 1943 à Altadena en Californie et mort le 16 octobre 1998 à Santa Monica en Californie), est un informaticien américain et l'un des principaux contributeurs à la création de l'Internet.

## Biographie
Jon Postel obtient son doctorat d'informatique en 1974. Il était l'éditeur des Requests for comments, série de documents visant à établir les standards de l'Internet de l'IETF. À ce poste, il a apporté une très importante contribution à la création du protocole de communication TCP/IP, utilisé notamment sur l'Internet et dans la plupart des réseaux locaux d'aujourd'hui.
Il fut le premier membre de l'Internet Society et était le responsable de l'IANA, l'organisation gérant l'allocation des adresses IP sur l'Internet.
Il est mort à la suite de complications d'une opération du cœur en 1998.

## Principe de robustesse
Il est notamment célèbre pour la phrase : « Be liberal in what you accept, and conservative in what you send » : « Soyez tolérant dans ce que vous acceptez, et pointilleux dans ce que vous envoyez », qui définit le principe de robustesse (parfois appelé le principe de Postel).
Écrit dans la RFC 791, ce principe met en avant l'interopérabilité sur le respect des standards et a été l'une des plus importantes différences entre la suite des protocoles Internet et son concurrent qui a depuis disparu, le modèle OSI .

## Hommages
Le prix Jon-Postel est attribué depuis 1999 en son honneur par l'Internet Society. Il en a été le premier récipiendaire, à titre posthume.
La RFC 2468 I remember IANA de Vint Cerf (17 octobre 1998) lui rend hommage.
En 2012, il est admis à titre posthume au temple de la renommée d'Internet, dans la catégorie des pionniers.

## Référence
1. ↑  (en) Request for comments no 791
2. ↑  Stéphane Bortzmeyer, « Le principe de robustesse, une bonne ou une mauvaise idée ? », sur www.bortzmeyer.org, Stéphane Bortzmeyer, octobre 2013 (consulté le 1er juillet 2014)
3. ↑  (en) Request for comments no 2468